# All Your Fault: Pt. 1
All Your Fault: Pt. 1 este al doilea EP al cântăreței americane Bebe Rexha.